# 박성우 (금융인)
박성우(朴成佑, 1964년 10월 21일 ~ )는 대한민국의 금융인이자 2015년 현재 노무라 증권의 부사장이다. 인수합병(M&A) 전문가로써 글로비스, 만도종합기계, 대우중공업 등 주요 인수 합병(M&A) 딜을 자문했다. 2008년 금융위기의 리만브라더스 사태 이후 일본의 최대증권사인 노무라 증권의 투자금융부문 부사장을 역임하고있다. 최근에는 한국의 슈바이처를 찾는 JW중외그룹  중외학술복지재단에 이사진으로도 역임하였다.

## 약력
- 서울고등학교 졸업
- 연세대학교 경제학과 졸업
- 크레딧 스위스 서울지점 대표
- 리만브라더스 사장
- 노무라증권 금융투자 부사장